# Muhammad al-Mahdí
Muhammad al-Mahdí (plným jménem Muhammad Abú-l-Qásim) byl dvanáctý imám husajnovské větve šíitského islámu. Váže se k němu představa tzv. nepřítomného či skrytého imáma, který přijde na konci věků, a v šíitském islámu je spojen s eschatologickými a apokalyptickými představami.